# I Need You to Hate Me
I Need You to Hate Me is een nummer van de Noord-Ierse zanger JC Stewart uit 2020.
Stewart noemde het nummer "het beste nummer dat hij ooit had geschreven". Het nummer gaat over de onzekerheid die een breuk in een relatie met zich meebrengt. "I Need You to Hate Me" flopte in het Verenigd Koninkrijk, het thuisland van Stewart, terwijl het in Nederland en België juist zijn doorbraak betekende. In de Nederlandse Top 40 bereikte het een bescheiden 28e positie, en in de Vlaamse Ultratop 50 kwam het tot een 36e notering.